# Melchior Nering
Melchior Nering (zm. 1587) – drukarz, księgarz, introligator.
Nie wiadomo kim był z pochodzenia, gdzie i, kiedy się urodził. Jako introligator występował w Poznaniu najpóźniej od 1559 roku. Drukarstwem zainteresował się około 1576 prawdopodobnie za namową Erazma Glicznera z Grodziska, z którym współpracował już od 1566 roku. Jemu zawdzięczał wyposażenie oficyny (stwierdzono w niej zasoby z grodziskiej tłoczni firmowanej przez Glicznera). W 1576 roku uruchomił w Poznaniu pierwszy potwierdzony produkcją warsztat typograficzny. Jeszcze przed 18 października wydał nie zachowane do dziś Conclusiones, a 4 listopada otrzymał przywilej królewski, który chronił w ciągu sześciu lat jego wydawnictwa od przedruków. Nering drukował głównie wydawnictwa jezuickie, obsługiwał duchowieństwo poznańskie, współpracował m.in. z Hieronimem Powodowskim. Wydawał również pisma różnowiercom. Pierwszym drukiem była pozycja łacińska, ale już w 1577 opublikował pierwszy druk poznański w języku polskim (H. Powodowski, Odpowiedź krześcijańska na list, który pod tytułem Matki Bożej do mnichów częstochowskich napisał Behemot, kanclerz Lucypera). Wydając dzieło pisarza braci polskich Jakuba Niemojewskiego Diatribe albo Collacyja przyjacielska z X. Jezuitami Poznańskimi o przedniejsze różnice wiary krzeScijańskiej czasu tego (1577/78), naraził się jezuitom i całemu duchowieństwu poznańskiemu. Warsztat Neringa został zdemolowany, on sam skazany na chłostę, a książka uznana za heretycką, na spalenie. Nering stracił w ten sposób najbogatszą klientelę, a zyskał konkurenta w osobie Jana Wolraba starszego, sprowadzonego do Poznania przez jezuitów. 2 maja 1578 roku został wtrącony do więzienia z powodu zadłużeń, ale dzięki nowym wierzycielom wyszedł z niego. Z początkiem 1579 roku opuścił Poznań i do początku 1581 roku osiadł w Grodzisku.
Znowu z Erazmem Glicznerem należy wiązać, to przejście, a, który był tutaj głównym jego klientem. W Grodzisku wytłoczył Nering ogółem 9 lub 10 tytułów, a następnie przeniósł się do Torunia. Tam wzbogacił wyposażenie oficyny dzięki opiece Henryka Strobanda, ławnika, a później burmistrza toruńskiego. Finansowany przez Strobanda, musiał 29 listopada 1586 roku zagwarantować mu pełną kontrolę nad działalnością tłoczni, oddawać 2/3 opłat pobieranych za druk, jemu osobiście drukować za 1/3 ceny i winien był także utrzymywać dobrych korektorów i zecerów. 27 czerwca 1856 roku, przyjmując prawo miejskie Torunia zobowiązał się, że nie podejmie prac uwłaczających królowi, państwu, miastu lub osobom prywatnym. W jego działalności typograficznej okres toruński był, jednak najkorzystniejszy. W latach 1581–1587 wydał najmniej 46 znanych dziś druków w 565 arkuszach, a głównie na użytek gimnazjum toruńskiego i zboru protestanckiego. Uprawiał również w Poznaniu, Grodzisku i Toruniu introligatorstwo. Na pewno od co najmniej 1564 roku utrzymywał księgarnię w Poznaniu. Nie jest pewne, czy handlował książką w Grodzisku. Jako księgarz handlował w Toruniu m.in. z Lipskiem. Zmarł przed 10 września 1587 roku w Toruniu.
Był dwukrotnie żonaty: z Anną Salizbrunin miał dwoje dzieci, a z nieznaną bliżej Małgorzatą (żyła jeszcze w 1587) pięcioro, w tym Szymona, który w 1593 odbierał w Poznaniu „List Urodzaju”. Jego drukarnię przejął Andrzej Koteniusz.